# الدوري السعودي الممتاز 1980–81
الدوري السعودي الممتاز 1980–1981 هي النسخة الخامسة من الدوري السعودي الممتاز ومنذ استحداث المسابقة بعام 1976. لعبت بنظام النقاط وشارك فيها عشرة أندية، وظفر النصر بلقب البطولة الثالثة في تاريخه وللمرة الثانية على التوالي. 
لايوجد أندية تم تهبيطها، لأنه سيتم دمج أندية دوري الدرجة الممتازة ودوري الدرجة الأولى في الموسم المقبل.

## الملاعب والمواقع
| النادي   | المكان | الملعب                          |
| -------- | ------ | ------------------------------- |
| الأهلي   | جدة    | ملعب الأمير عبد الله الفيصل     |
| الاتفاق  | الدمام | ملعب الأمير محمد بن فهد         |
| الهلال   | الرياض | ملعب الأمير فيصل بن فهد         |
| الاتحاد  | جدة    | ملعب الأمير عبد الله الفيصل     |
| الجبلين  | حائل   | ملعب الأمير عبد العزيز بن مساعد |
| النهضة   | الخبر  | ملعب الأمير سعود بن جلوي        |
| النصر    | الرياض | ملعب الأمير فيصل بن فهد         |
| القادسية | الخبر  | ملعب الأمير سعود بن جلوي        |
| الرياض   | الرياض | ملعب الأمير فيصل بن فهد         |
| الشباب   | الرياض | ملعب الأمير فيصل بن فهد         |

## الترتيب النهائي للدوري
| الترتيب | النادي   | لعب | النقاط |
| ------- | -------- | --- | ------ |
| 1       | النصر    | 18  | 26     |
| 2       | الأهلي   | 18  | 24     |
| 3       | القادسية | 18  | 22     |
| 4       | الرياض   | 18  | 21     |
| 5       | الاتفاق  | 18  | 20     |
| 6       | الاتحاد  | 18  | 19     |
| 7       | الشباب   | 18  | 19     |
| 8       | النهضة   | 18  | 16     |
| 9       | الجبلين  | 18  | 5      |
| 10      | الهلال   | 18  | 5      |